# Liste des sortilèges du monde des sorciers de J. K. Rowling
Pour un article plus général, voir Monde des sorciers de J. K. Rowling.
Cette liste des sortilèges du monde des sorciers créé par J. K. Rowling présente les sortilèges et incantations présents dans l'univers étendu de Harry Potter. Elle comprend les sortilèges et incantations issus de la série romanesque, de la pièce de théâtre, des films Harry Potter, des films Les Animaux fantastiques et des jeux vidéo officiels qui en sont tirés. Seules les traductions françaises apparaissent ici. Une précision en gras est ajoutée sous le nom du sortilège lorsque celui-ci ne figure pas dans les romans originaux.

## Liste des sorts

### Sortilèges des livres et films
Cette liste présente les sorts, sortilèges et incantations de la série romanesque originelle, de la pièce de théâtre, des films Harry Potter et des films Les Animaux fantastiques. Notez que les incantations diffèrent selon les langues et que seules les traductions françaises apparaissent ici.

#### A
Aberto
Sortilège spécifique au film Les Animaux fantastiques.
Tout comme Alohomora, il permet de déverrouiller une porte scellée. Utilisé par Queenie Goldstein pour pénétrer dans le bureau de Percival Graves au MACUSA.
Accio – sortilège d'Attraction
Du verbe latin accire, accio signifierait « je fais venir à moi ». Il permet d'attirer vers soi par lévitation des objets éloignés (Molly Weasley sur les pralines Longue Langue de Fred et George Weasley, Harry pour appeler son balai, Flitwick pour ramasser les devoirs, etc.). Ce sort peut être utilisé soit en ajoutant le nom de l'objet après la formule, soit en visant avec la baguette l'objet souhaité.
Aguamenti
Aguamenti est dérivé de l'espagnol agua qui signifie « eau » et du latin mens (menti au datif) qui signifie « l'esprit », ce qui ferait d'aguamenti une invocation à « l'esprit de l'eau ».
Le sortilège fait apparaître un jet d'eau plus ou moins puissant au bout de la baguette. Ce sortilège est enseigné aux élèves en sixième année d'études à Poudlard. Harry l'utilise pour tenter de réhydrater Albus Dumbledore ainsi que pour éteindre l'incendie de la cabane de Hagrid causé par Bellatrix Lestrange dans Harry Potter et le Prince de sang-mêlé.
Sortilège d'Allégresse
Il rend heureux pendant quelques heures. Les élèves de Poudlard l'apprennent en troisième année durant un cours de sortilèges avec le professeur Flitwick. Ce sortilège est l'un des sujets de l'examen de troisième année et de l'épreuve théorique de BUSE.
Alohomora
Selon Blandine Le Callet, auteure du livre Le monde antique de Harry Potter, Alohomora pourrait être dérivé du mot hawaïen aloha, qui signifierait à la fois « bonjour » et « au revoir », et du latin mora qui signifie « l'obstacle ».
Le sortilège permet d'ouvrir les portes fermées à clé, et constitue un contre-sort au sortilège de verrouillage Collaporta. Il existe cependant des moyens magiques d'immuniser une serrure contre ce sortilège. Hermione Granger l'utilise notamment sur la porte menant au couloir interdit du troisième étage en première année, ainsi que sur une porte verrouillée du Département des mystères, sans succès.
Amplificatum
Il augmente la taille de l'objet ou de l'animal visé, a priori, il semblerait qu'il s'agisse du sortilège de gavage ou d’empiffrement (dont auraient bénéficié les citrouilles de Hagrid dans Harry Potter et la Chambre des secrets).
Anapneo
Néologisme grec issu du préfixe ana- qui signifie « de nouveau » et pneô qui signifie « je respire ».
Il libère les voies respiratoires, permettant d'empêcher l'étouffement. C'est ainsi qu'Horace Slughorn libère Marcus Belby d'un aliment avalé de travers dans Harry Potter et le Prince de sang-mêlé.
Aparecium
Il révèle une éventuelle écriture invisible. Hermione Granger l'utilise en vain sur le journal intime de Jedusor dans Harry Potter et la Chambre des secrets et le professeur Rogue sur la carte du Maraudeur dans Harry Potter et le Prisonnier d'Azkaban.
Appare vestigium
Sortilège spécifique au film Les Animaux fantastiques : Les Crimes de Grindelwald.
Ce sortilège, utilisé par Norbert Dragonneau sur la place cachée de Montmartre, met en évidence à un endroit précis les traces récentes d'activité magique. Les traces se matérialisent dans le sillage d'une volute dorée, permettant à Dragonneau de mener son enquête avec l'aide de son niffleur.
Arania exumai
Sortilège spécifique au film Harry Potter et la Chambre des Secrets.
Issu du latin aranea (« l'araignée ») et d'un dérivé du verbe exuere qui signifie « rejeter loin de soi » ou « se débarrasser de ».
Ce sort, qui ne permet de repousser qu'une seule araignée à la fois, est utilisé par Tom Jedusor dans le souvenir du journal, puis utilisé par Harry dans la forêt interdite contre les acromentules qui l'attaquent.
Arresto momentum
Sortilège spécifique aux films Harry Potter.
Dérivé du latin restare (« s'arrêter ») — auquel est ajouté le préfixe ad- qui en renforce le sens —, et de momentum (du verbe movere) qui signifie « le mouvement », puis par extension, le temps que dure ce mouvement (« le moment »).
Ralentit ou arrête le mouvement d'une personne. Ce sortilège est utilisé par Albus Dumbledore pour ralentir la chute de Harry lors d'un match de Quidditch dans Harry Potter et le Prisonnier d'Azkaban, et par Hermione Granger dans les cavernes de la banque de Gringotts lorsque le chariot les fait tomber dans le vide, dans Harry Potter et les Reliques de la Mort deuxième Partie.
Ascendio
Dérivé du latin ascendo (« je monte »), du verbe ascendere.
Dans les livres, il permet de s'élever rapidement d'une hauteur correspondant à la magie imprimée dans le sort. Dans le film Harry Potter et la Coupe de feu, il est utilisé par Harry lors du Tournoi des trois sorciers, dans le lac noir, pour terminer la seconde épreuve.
Assurdiato
Dérivé du verbe latin surdare (« rendre sourd ») pour la version française. La formule en version originale (Muffliato en anglais) est issue du verbe to muffle qui signifie « étouffer » ou « assourdir », auquel J. K. Rowling aurait ajouté une forme italianisante à la manière d'une indication musicale du type allegretto.
Il provoque un bourdonnement dans l’oreille de la personne visée. Ce sortilège permet d'éviter de se faire entendre par des oreilles indiscrètes. Le sort était annoté dans le livre du Prince de Sang-Mêlé.
Avada Kedavra – sortilège de Mort
Il tue instantanément la personne visée. Ce sortilège, qui fait partie des trois sortilèges impardonnables, ne laisse aucune trace et ne souffre aucun contre-sort. La seule personne à y avoir survécu est Harry Potter.
Cependant, il nécessite une grande puissance magique, comme le souligne le faux Maugrey Fol Œil dans Harry Potter et la Coupe de feu.
Voldemort utilise notamment ce sortilège sur James Potter, Lily Potter, Harry (sans succès) et Frank Bryce. Le sort est également utilisé par Peter Pettigrow sur Cedric Diggory dans Harry Potter et la Coupe de Feu et par Severus Rogue sur Albus Dumbledore dans Harry Potter et le Prince de sang-mêlé.
Selon J. K. Rowling, Avada Kedavra serait de l'araméen et la véritable origine d'Abracadabra. Littéralement, cela signifie : « que la chose soit détruite ».
Avensegium
Sortilège spécifique au film Les Animaux fantastiques : Les Crimes de Grindelwald.
Ce sortilège, lancé sur un objet, permet d'en retrouver le propriétaire. L'objet visé pivote comme l'aiguille d'une boussole, puis se déplace seul jusqu'à sa destination. Norbert Dragonneau utilise ce sortilège sur une plume de chapeau trouvée sur la place cachée de Montmartre. La plume, une fois ensorcelée, le guide jusqu'à Yusuf Kama, puis se repique d'elle-même sur son chapeau.
Avis
Signifie « l'oiseau » en latin.
Il fait apparaître de petits oiseaux gazouillants au bout de la baguette. Ce sort est notamment utilisé par Garrick Ollivander lors de l'examen des baguettes des champions du Tournoi des Trois Sorciers, pour tester la baguette de Viktor Krum.

#### B
Bloclang
Il colle la langue de la personne visée à son palais, ce qui l'empêche de parler. Harry découvre ce sort dans le livre du Prince de Sang-Mêlé et l'utilise notamment sur Peeves, l'esprit frappeur dans Harry Potter et le Prince de sang-mêlé.
Bombarda (maxima)
Sortilège spécifique aux films Harry Potter.
Provoque une explosion à l'endroit visé. L'ajout du suffixe maxima permet d'en accroître la puissance mais n'est pas obligatoire. Dolores Ombrage utilise ce sort pour accéder à la Salle sur demande occupée par l'Armée de Dumbledore dans Harry Potter et l'Ordre du Phénix, et Hermione Granger pour libérer Sirius Black de la tour d'astronomie dans Harry Potter et le Prisonnier d'Azkaban.
Brachialigo
Sortilège spécifique à la pièce de théâtre Harry Potter et l'Enfant maudit.
Du latin brachium (« le bras ») et ligare (« lier », « attacher »).
Il permet de ligoter les bras de son adversaire.
Brachium emendo
Du latin brachium (« le bras ») et emendare (« guérir », « rectifier », « redresser »).
Sortilège spécifique au film Harry Potter et la Chambre des Secrets.
Ce sortilège est utilisé par Gilderoy Lockhart quand Harry a le bras cassé par le Cognard fou de Dobby. Mais le sort, étant mal maîtrisé, fait disparaître les os de Harry au lieu de les ressouder.

#### C
Maléfice de Catapultage
Le professeur McGonagall en fait mention lorsqu'elle confisque l'Éclair de Feu de Harry. Ce sortilège permet vraisemblablement de catapulter un joueur de son balai volant.
Cave inimicum
Vient de l'impératif du verbe latin cavere, signifiant « prendre garde à », et de l'accusatif d'inimicus, qui signifie « l'ennemi ». Ce sortilège prévient le lanceur de l'intrusion d'un ennemi dans le périmètre d'action du sortilège. Hermione Granger utilise ce sort pour protéger le campement lors de la recherche des horcruxes dans Harry Potter et les Reliques de la Mort.
Circumrota
Sortilège spécifique au film Les Animaux fantastiques : Les Crimes de Grindelwald.
Ce sortilège permet de faire pivoter un objet. Leta Lestrange en fait usage pour faire pivoter une colonne dans la salle des archives du Ministère des Affaires Magiques et ainsi révéler la présence de Norbert Dragonneau et Porpentina Goldstein qui se cachent derrière.
Capacious extremis – sortilège d'Extension
Ce sortilège augmente la capacité de stockage d'un objet. Il est utilisé sur les tentes dans Harry Potter et la Coupe de feu ou sur le sac d'Hermione dans Harry Potter et les Reliques de la Mort.
Cistem aperio
Sortilège spécifique au film Harry Potter et la Chambre des secrets.
Ce sortilège (dérivé du latin cista pour « la corbeille » et d'aperio signifiant « j'ouvre ») permet d'ouvrir des coffres. Dans le film uniquement, Tom Jedusor utilise ce sort dans le passé pour ouvrir le coffre dans lequel Hagrid avait caché Aragog.
Collaporta – sortilège d'Emprisonnement
Il permet de fermer et de verrouiller une porte, produisant un bruit de succion. Hermione Granger l'utilise lors de la bataille du Département des mystères dans Harry Potter et l'Ordre du Phénix.
Son contre-sort est Alohomora.
Confringo - maléfice Explosif
Forme conjuguée à la première personne du verbe latin confringere (« briser »).
Il fait exploser l'objet visé. Harry l'utilise notamment pour détruire le side-car de la moto utilisée par Hagrid lors de la bataille des sept Potter, et Hermione Granger contre Nagini lors de l'affrontement dans la maison de Bathilda Tourdesac.
Confundo – sortilège de Confusion
Signifie en latin « je trouble », « je mélange » ou « je confonds », du verbe confundere.
Ce sortilège rend confuse la personne visée. Il est notamment utilisé par Hermione Granger contre Cormac McLaggen lors de la sélection du gardien de l'équipe de quidditch de Gryffondor (« Confundus » dans le film Harry Potter et le Prince de sang-mêlé), ainsi que par Harry, contre deux gardes de la banque de Gringotts.
Maléfice de Conjonctivite
Enflamme les yeux de la personne ou de l'animal visé. Il est particulièrement efficace contre les dragons, dont les yeux sont la seule partie du corps non recouverte de robustes écailles. Olympe Maxime l'utilise également contre les géants qui tiennent Rubeus Hagrid prisonnier dans Harry Potter et l'Ordre du Phénix.
Sortilège de Crache-limaces
La personne qui est atteinte par le sortilège de Crache-limaces (Slug-vomiting Charm en anglais) se met instantanément à cracher (ou plutôt vomir) des limaces. Ron Weasley en est victime en prenant la défense d'Hermione Granger face à Drago Malefoy, dans Harry Potter et la Chambre des secrets.
Charme du Cridurut
Il déclenche un cri si une personne pénètre dans la zone protégée par le sort. Le charme du Cridurut est actif dans la zone de Pré-au-Lard sous le règne de Voldemort, dans Harry Potter et les Reliques de la Mort.

#### D
Defodio
Issu du verbe latin fodere (« creuser »), associé au préfixe de qui en renforce le sens.
Il permet de creuser, par exemple d'élargir un tunnel. Le trio utilise ce sortilège dans les entrailles de la banque Gringotts afin d'aider le dragon qui tente de s'échapper.
Deprimo
Du verbe latin deprimere (« creuser »).
Il provoque un affaissement brutal de la surface visée, par explosion et effondrement lorsqu'il s'agit d'une surface rigide comme un plancher. Hermione Granger utilise ce sort contre le plancher du salon de la maison des Lovegood afin de créer un trou avant de s'échapper en transplanant.
Dentesaugmento
Il fait pousser de façon démesurée les dents de la personne visée jusqu'à annulation du maléfice. Il est utilisé sur Hermione Granger par Drago Malefoy.
Sortilège de Désillusion
Il donne à la personne visée l'apparence de ce qui se trouve derrière elle, lui permettant de se rendre invisible. Alastor Maugrey l'utilise sur Harry pour le trajet entre Privet Drive et le square Grimmaurd. Harry compare les sensations ressenties lorsque le sort est jeté avec le fait d'avoir un œuf cassé sur la tête.
Destructum
Participe passé du verbe latin destruere (« détruire »).
Il détruit les images brumeuses qui émanent d’une baguette après l'invocation d'un prior incanto.
Diffindo
Conjugaison à la première personne du singulier du verbe latin diffindere, qui signifie « fendre », « casser » ou « diviser ».
Il permet de découper ou d'ouvrir toutes sortes de choses, y compris la peau. Dans Harry Potter et la Coupe de feu, le traducteur avait remplacé Diffindo par Cracbadaboum mais il s'en est tenu à la version originale pour les livres suivants.
Dissendium
Terme inventé par J. K. Rowling, et composé du préfixe dis évoquant l'idée de séparation. Le mot a une origine incertaine et peut faire référence au latin sentis dont le pluriel sentes signifie « les ronces » (dans le sens d'écarter les épines, ouvrir un passage), tout comme faire référence au verbe latin dissentire (« s'écarter de »), puisque la statue visée s'écarte pour libérer un passage.
La formule apparaît sur la carte du maraudeur à l'emplacement d'une statue de sorcière borgne. Elle permet d'ouvrir un passage secret derrière cette statue, menant à la cave d'Honeydukes à Pré-au-Lard.
Duro - sortilège de Durcissement
Issu du mot latin durus (« dur »).
Il change en pierre l'objet visé. Lors de la bataille de Poudlard, Hermione utilise ce sortilège pour transformer une tapisserie en paroi de pierre contre laquelle s'écrasent des mangemorts.

#### E
Emancipare,
Sortilège spécifique à la pièce de théâtre Harry Potter et l'Enfant maudit.
Emancipare signifie « affranchir » en latin.
Il permet de se libérer des entraves physiques. Il est utilisé par Drago Malefoy pour se libérer d'un sortilège de Brachialigo lancé par Harry Potter.
Endoloris – sortilège Doloris
Le sortilège Doloris, déclenché par la formule Endoloris (Crucio en anglais), fait ressentir une insupportable douleur à l'être visé (personne ou animal). Ce sortilège est l'un des trois sortilèges impardonnables. La douleur provoquée est telle qu'on a envie de mourir. Son utilisation prolongée ou répétée peut causer la perte de la raison chez la victime.
La traduction française Endoloris est dérivée du latin dolor (doloris au génitif : « la douleur »). La formule originale Crucio peut signifier « je supplicie », « je mets en croix » (du verbe latin cruciare).
Enervatum
Le terme traduit en français par Jean-François Ménard, Enervatum (dans la version originale Rennervate), est un dérivé du verbe latin enervare qui est composé de nervus (« le nerf », « le muscle », « le tendon ») et du préfixe privatif e-. Ce verbe peut donc signifier « affaiblir » ou « épuiser ». Le verbe français « énerver » avait d'ailleurs à l'origine ce même sens, avant d'évoluer vers un sens opposé : celui de l'excitation des nerfs, de l'agacement. En anglais, le verbe to enervate signifie « affaiblir ». La formule originale y ajoute le préfixe re-, portant l'idée d'une restitution. Elle peut donc signifier « redonner son énergie ».
Dans l'histoire, le sortilège permet de ranimer une personne « stupéfixée ».
Episkey
Episkey est un dérivé du verbe grec episkeuazein, signifiant « réparer » ou « restaurer ».
Il soigne une blessure mineure : arrêt de l'écoulement du sang, replacement d'un nez cassé, etc.. Tonks l'utilise sur Harry dans Harry Potter et le Prince de Sang-Mêlé (Luna dans le film).
Erigo
Erigo (Erecto en version anglaise) est la conjugaison en latin et à la première personne du verbe erigere (« dresser », « élever » ou « ériger »). Erecto, dans la version originale, comporte la même étymologie.
Ce sort permet de monter une tente ou un chapiteau.
Evanesco – sortilège de Disparition
Evanesco, du verbe latin evanescere, signifie « je disparais » ou « je fais disparaître ».
Ce sort fait disparaître un objet visé. Aux dires de Minerva McGonagall, tout objet disparu va dans « le non-être, c'est-à-dire dans le tout ». Il est utilisé pour faire disparaître les plans après chaque réunion de l'Ordre du Phénix.
Everte statum
Sortilège spécifique au film Harry Potter et la Chambre des Secrets.
Projette la personne visée en arrière. Ce sortilège est envoyé par Drago Malefoy sur Harry lors du club de duel.
Everte signifie « renverser » ou « abattre » en latin. Statum est issu également du latin (accusatif de status) et signifie « se tenir debout ». La prononciation de statum est erronée dans la version française des films (prononcé statim par le comédien de doublage Dov Milsztajn).
Expecto Patronum – sortilège du Patronus
Sortilège spécifique aux films Harry Potter
Équivalent du Spero Patronum dans les livres.
Expelliarmus – sortilège de Désarmement
Composé du verbe latin expellere (« chasser », « éloigner ») et du mot latin armus (« l'arme »).
Il envoie l'arme ou la baguette magique de la personne visée hors d'atteinte de cette dernière, voire propulse la personne même.
Harry Potter apprend ce sortilège lorsque le professeur Rogue en fait la démonstration contre le professeur Lockhart lors de l'ouverture du club de duels en deuxième année. Par la suite, Harry utilise très souvent ce sortilège,,,,, qui devient en quelque sorte sa « signature » : le fait qu'il privilégie toujours l'utilisation de l'expelliarmus, y compris dans des situations parfois désespérées, permet aux mangemorts de l'identifier aussitôt parmi plusieurs personnes ayant adopté son apparence. C'est également le premier sortilège que Harry enseigne lui-même à d'autres élèves lors des premières réunions de l’Armée de Dumbledore,.
Expulso
Composé des mots latins ex (« hors de ») et pulso (« je pousse », « je frappe », « je heurte »). Expulso signifie donc « je lance » ou « je renvoie ».
Il permet de repousser la cible ou l'objet visé par une petite explosion. Son contraire est le sortilège Accio.

#### F
Fenestra
Sortilège spécifique au film Les Animaux fantastiques.
Permet de briser un carreau ou une vitre. Utilisé par Norbert Dragonneau pour briser la vitrine d'un bijoutier afin de récupérer son niffleur.
Failamalle
Il range les objets visés. Aux dires de Nymphadora Tonks, en fonction du niveau de maîtrise du sortilège par la personne qui l'exécute, le rangement peut s'avérer plus ou moins ordonné.
Ferula
Signifie « la baguette » en latin.
Il fait apparaître une attelle et des bandages qui s'enroulent d'eux-mêmes autour du membre blessé visé. Remus Lupin l'utilise pour soigner la jambe de Ron après qu'elle a été blessée par Sirius Black (sous sa forme de chien).
Sortilège du Feudeymon
Il fait apparaître des flammes particulièrement destructrices. Le Feudeymon ou feu ensorcelé est décrit comme des flammes « vivantes », se nourrissant de ce qu'elles brûlent et cherchant à capturer toute proie à portée. Ce sortilège, décrit comme très dangereux car difficile à lancer, à maîtriser et à arrêter, est l'une des substances capables de détruire un horcruxe. En 7e année, Vincent Crabbe déclenche un Feudeymon dans la Salle sur demande mais ne parvient pas à le contrôler, ce qui cause sa mort.
Fianto Duri
Sortilège spécifique au film Harry Potter et les Reliques de la Mort, partie 2.
Permet de renforcer les protections ou barrières magiques.
Sortilège de Fidelitas
Fidelitas signifie « la fidélité » en latin. Le mot est de la même famille que fides, qui signifie « la confiance » ou « la foi ».
Le sortilège de Fidelitas (Fidelius charm en anglais) protège n'importe quel secret en le confiant à une unique personne appelée « le Gardien du secret ». Tant que ce gardien ne le trahit pas, le secret ne peut être découvert. Ce sortilège a été utilisé pour protéger les Potter après l'annonce de la prophétie, mais leur Gardien du secret, Peter Pettigrow, les a trahis. L'efficacité du sortilège en lui-même n'était toutefois pas en cause, et les membres de l'Ordre du Phénix l'ont utilisé à plusieurs reprises pour protéger leurs localisations lors de la seconde ascension de Voldemort.
Finite
Il neutralise l'emprise de certains sortilèges sur un objet ou une personne. Ce sort ne peut annuler certains sortilèges particulièrement puissants comme l'Imperium.
Finite Incantatem
Finite est la forme impérative du verbe latin finire, et signifie « faites cesser », « arrêtez ». Incantatem est un mot fantaisiste inspiré du mot latin incantatio, signifiant « l'enchantement », « le sortilège », lui-même dérivé du verbe cantare (« chanter », par extension « réciter une formule magique »).
Variante du Finite, il neutralise les effets d'un sortilège dans un lieu donné. Le professeur Rogue l'utilise pour mettre fin au sortilège lancé par Drago Malefoy sur Harry Potter lors du club de duels. Dans le film Harry Potter et la Chambre des secrets, il est utilisé par Hermione Granger pour détruire un cognard qui s'en prend à Harry à la fin d'un match de quidditch.
Flambios
Cette traduction française est composée du verbe « flamber », dérivé du verbe latin flammare (« enflammer », « flamboyer »). Le terme utilisé dans le texte original est Flagrate, qui est la forme impérative du verbe latin flagrare (« brûler », « enflammer », « prendre feu »), et signifie donc « prenez feu », « enflammez-vous ».
Flambios (Flagrate en anglais) permet de dessiner dans les airs avec des flammes. Le souvenir de Tom Jedusor révèle son vrai nom à Harry dans cette écriture en réorganisant les lettres (TOM ELVIS JEDUSOR = JE SUIS VOLDEMORT). Il est également utilisé par Luna (dans le livre) ou Hermione (dans le film) dans le Département des mystères du Ministère afin que le groupe puisse se repérer plus facilement (elle marque les portes des salles déjà visitées d'une croix enflammée).
Fulgari
Sortilège spécifique à la pièce de théâtre Harry Potter et l'Enfant maudit.
Dérivé du latin fulgor qui signifie « la lueur », « l'éclat » (en référence aux cordes lumineuses qu'il fait apparaitre dans l'histoire).
Le sortilège plaque au sol la personne visée en lui liant les mains. Il est utilisé par Delphi Diggory sur Scorpius Malefoy et Albus Potter pour les empêcher de s'échapper.
Furunculus
Signifie « le furoncle » en latin. Furnunculus, la formule dans le texte original, est un mélange de furnus (« le four ») et furunculus : le visage de la personne touchée par le sort se couvre de cloques comme s'il avait été exposé à une forte chaleur.
Le sort Furunculus (Furnunculus en anglais) fait pousser des furoncles violacés sur la personne visée. Sur Pottermore, la formule est Furonculose.

#### G
Gemino
Issu du verbe latin geminare, Gemino signifie « je dédouble ».
Il crée une copie de l'objet visé. La copie ne possède pas les éventuelles propriétés magiques de l'objet initial.
Glisseo
Glisseo (identique dans la version originale) est dérivé du verbe français « glisser », auquel J. K. Rowling a donné la forme d'un verbe de conjugaison latine.
Il transforme des escaliers en un toboggan. Les escaliers qui mènent aux dortoirs des filles dans la tour de Gryffondor à Poudlard sont pourvus d'un enchantement de ce type qui s'active automatiquement si un garçon les emprunte. Hermione l'utilise à Poudlard dans Les Reliques de la Mort pour repousser des Mangemorts.
Maléfice de Glue Perpétuelle
Il permet de coller deux choses entre elles, et peut se révéler irrévocable s'il est assez puissant.

#### H
Harmonia nectere passus
Sortilège spécifique au film Harry Potter et le Prince de Sang-Mêlé.
Harmonia signifie « l'harmonie » en latin, tandis que nectere peut être traduit par « lier » ou « attacher ». Passus signifie « le pas », mais peut être compris dans le sens de « passage » par l’influence du verbe anglais to pass (« passer », « traverser »). La formule signifie « établir un passage harmonieux ».
Drago Malefoy l'utilise pour réparer l'Armoire à disparaître.
Hominum revelio
Hominum est une forme fantaisiste du mot latin homo (hominis au génitif), qui signifie « l'homme ». Revelio peut être issu du verbe latin revelare dont dérive « révéler » en français, ou to reveal en anglais.
Le sortilège révèle la présence éventuelle d'êtres humains dans un lieu donné. C'est ce sortilège qui permet à Dumbledore de savoir que Harry est présent lorsque celui-ci est sous sa cape d'invisibilité. Si rien ne se passe lorsque ce sortilège est lancé, c'est qu'il n'y a personne.
Homomorphus
Composé, en français comme en version originale, du mot latin homo (« l'homme ») et du mot grec morphê signifiant « la forme ».
Homomorphus (Homorphus en version originale) permettrait à un loup-garou de reprendre sa forme humaine. Ce sort est soi-disant une invention de Gilderoy Lockhart destinée à impressionner sa classe de deuxième année.

#### I
Impedimenta – Sortilège d'Entrave
Dérivé du mot latin impedimentum (« ce qui empêche », ou « l'entrave »), du verbe impedire (« entraver », « embarrasser »).
Il arrête ou ralentit la cible. Ce sortilège bloque certaines parties de la personne visée. Il est impossible de choisir quelle partie du corps sera touchée. La cible peut à tout moment retrouver l'usage de ses membres. Ce sortilège agit sur le ventre d'un Scroutt à Pétard, mais pas sur le reste de son corps.
Impero – Sortilège de l'Imperium
Imperium, qui signifie en latin « l'autorité », « le pouvoir » ou « l'empire », a pour formule Impero, qui signifie « j'ordonne », « j'oblige » ou « je force à ».
Il permet de prendre le contrôle d'une personne ou d'un animal et de la ou le faire agir selon sa volonté, c'est l'un des trois sortilèges impardonnables. Il est possible de combattre l'Imperium. Cela reste toutefois particulièrement difficile, demandant une vraie force de caractère. Peu de sorciers en sont capables.
Immobulus (Immobilus dans les versions françaises des films)
Sortilège spécifique aux films Harry Potter et la Chambre des secrets et Harry Potter et le Prisonnier d'Azkaban.
Dérivé de l'adjectif latin immobilis (« immobile »), composé du préfixe privatif in- et de mobilis (« mobile »), un dérivé du verbe movere, qui signifie « bouger ».
Permet d'immobiliser des individus (ou autres) en mouvement. Sortilège généralement utilisé afin d'immobiliser un grand nombre d'individus en même temps (comme le fait Hermione sur les lutins de Cornouailles que Gilderoy Lockhart libère volontairement). Il est aussi utilisé par Remus Lupin pour immobiliser le Saule cogneur et utiliser le passage secret qui mène à la cabane hurlante.
Impervius
Impervius, qui signifie en latin « inaccessible », « impénétrable », a pour effet de repousser les substances comme l'eau d'une surface. On le voit utilisé par Harry Potter pour faire partir buée et pluie de ses lunettes, et, dans Harry Potter et l'Ordre du phénix, par l'équipe de quidditch de Gryffondor pour améliorer leur visibilité au cours d'une partie.
Incarcerem
Composé du mot latin in (« dans ») et de carcerem, l’accusatif du mot latin carcer qui signifie « la prison ». Incarcerous, la formule dans la version originale, possède la même étymologie.
Ce sort fait jaillir des cordes de la baguette magique qui le produit, et peut servir à ligoter puissamment une personne, un animal, etc.. Dolorès Ombrage ligote le centaure Magorian Harry Potter et l'Ordre du Phénix. Harry lance ce sortilège en vain sur Rogue quand celui-ci vient de tuer Dumbledore.
Incendio
Formé à partir du latin incendo qui signifie « j'incendie », « j'allume » (du verbe incendere).
Il fait apparaître un feu froid du bout de la baguette. Ce feu est pratique pour ceux qui voyagent par le réseau des cheminées.

#### J
Maléfice de Jambencoton
Voir Locomotor Wibbly.

#### L
Lacarnum inflammari
Sortilège spécifique au film Harry Potter à l'école des sorciers.
Formule fantaisiste inspirée du latin lacerna qui désigne un vêtement sans manches. Inflammari est l'infinitif passif du verbe latin inflammare, qui signifie « enflammer ».
Enflamme l'objet visé. Hermione l'utilise pour mettre le feu à la cape de Rogue lors du match de quidditch.
Le sortilège de Langue de Plomb
Le sortilège de langue de plomb ressemble beaucoup au sortilège de Bloclang, sauf qu'à la différence de ce dernier, qui colle la langue au palais, le sortilège de langue de plomb, dont la formule est Mimble Wimble, fait des nœuds avec la langue de la cible. Ce sortilège vient de Pottermore.
Lashlabask
Ce maléfice sert à faire lâcher prise ou à ouvrir des liens (par exemple des menottes).
Legilimens – Sortilège de legilimancie
Le terme anglais legilimency est un néologisme formé à partir du verbe legere en latin, qui signifie « lire », et du mot mens (mentis au génitif) qui signifie « l'esprit ». C'est littéralement l'art de rendre l'esprit « lisible ». Dans la traduction française, « legilimancie », avec un « a », introduit une forme d'équivoque, avec un suffixe « -mancie » (manteia en grec), faisant ordinairement référence à la divination.
Il sert à pénétrer l'esprit de la personne visée, et permet à la personne qui le produit de visionner par éclairs divers souvenirs de la personne ciblée. Ce sortilège peut-être combattu par l'occlumancie.
Levicorpus
Composé de l'adjectif latin levis (« léger ») et de corpus (« le corps »).
Sortilège informulé  qui soulève dans les airs, par les chevilles, la personne visée. Il semble également fonctionner lorsqu'il est formulé (qui peut le plus peut le moins), comme le prouve Hermione Granger qui en fait usage sur Harry en criant la formule, à Gringotts dans Harry Potter et les Reliques de la Mort, ou Luna Lovegood dans Harry Potter et l'Ordre du Phénix contre un mangemort. Harry l'utilise aussi involontairement sur Ron Weasley, en lisant une incantation qui figure dans le livre du Prince de sang-mêlé.
Liberacorpus
Composé de l'impératif du verbe latin liberare (« libérer ») et de corpus (« le corps »).
C'est le contre-sort du Levicorpus.
Locomotor Barda
Dérivé des mots latin locus (« le lieu », « l'endroit ») et motor, dérivé du verbe movere, qui signifie « bouger ». « Barda » est employé dans la version française pour désigner les affaires, l'équipement. Pour la version originale de cette formule, Locomotor est suivi par Trunk(s), qui signifie « la malle ».
Il permet de déplacer dans les airs des valises, des affaires et tout son équipement en général.
Locomotor Mortis – Sortilège du Bloque-Jambes
Dérivé des mots latin locus (« le lieu », « l'endroit ») et motor, dérivé du verbe movere, qui signifie « bouger ». Mortis correspond au génitif du mot latin mors, qui signifie « la mort », dans le sens où ce sortilège rend la cible « aussi immobile qu'un mort ».
Il paralyse les jambes de la personne visée pour l'empêcher de marcher. La personne en question doit alors sauter à pieds joints pour se déplacer jusqu'à ce que le sort soit levé. Drago Malefoy le teste sournoisement sur Neville Londubat qui doit alors rentrer à pieds joints dans le premier livre.
Locomotor Wibbly - Sortilège de Jambencoton
La formule de ce sort a été indiquée sur Pottermore. Il fait perdre l'équilibre à la personne visée. Celle-ci n'a plus aucun contrôle sur ses jambes, jusqu'à ce que le sortilège soit annulé.
Lumos - Sortilège de Lumière
Dérivé du mot latin lumen qui signifie « lumière ».
Un faisceau de lumière apparaît au bout de la baguette. Le contre-sort est Nox.
La variante Lumos maxima augmente le périmètre d'éclairage de Lumos. La variante Lumos solem (d'une intensité quasi solaire), est utilisée par Hermione pour libérer Ron du filet du Diable. Ces variantes sont spécifiques aux films Harry Potter.

#### M
Meteorribilis Recanto
Meteorribilis Recanto (Meteolojinx recanto en version originale) permet d'arrêter une intempérie magique due à un sortilège atmosphérique défaillant.
Composé en version française de « météorologie » et horribilis, signifiant « horrible » en latin. En anglais, le mot jinx signifie « le sort » ou « la malédiction ». Recanto signifie en latin « j'éloigne par un enchantement ».
Mobiliarbus
La formule se compose des mots latins mobilis (« mobile ») et arbor, « l'arbre ».
Il permet de déplacer un arbre par lévitation. Ce sort a un peu le même effet que Wingardium Leviosa, sauf qu'il agit spécifiquement sur les arbres (coupés : un sapin de Noël par exemple) et les déplace au lieu de les faire seulement léviter.
Mobilicorpus
La formule se compose des mots latins mobilis (« mobile ») et corpus, « le corps ».
Il permet de déplacer un corps par lévitation,.
Molliare – Sortilège de Coussinage
Sortilège spécifique à la pièce de théâtre Harry Potter et l'Enfant maudit.
Il permet de ralentir ou d'adoucir la chute de quelqu'un. Utilisé par Albus Potter et Scorpius Malefoy pour sauter du Poudlard Express.
Morsmordre
Il permet aux mangemorts de faire apparaître la Marque des Ténèbres.
Mors (mortis au génitif) signifie la mort. Le nom de ce sortilège, identique en français et en anglais, fait écho à celui des partisans de Voldemort, les mangemorts.
Mutinlutin Malinpesti
Formule magique destinée à arrêter les lutins de Cornouailles, selon Gilderoy Lockhart. Cependant, le sortilège n'a aucun effet lorsque Lockhart l'utilise.

#### N
Nebulus
Sortilège spécifique au film Les Animaux fantastiques : Les Crimes de Grindelwald.
Il permet de créer du brouillard. Utilisé par Albus Dumbledore pour masquer son rendez-vous à Londres avec Norbert Dragonneau.
Nox
Il permet d'annuler le sortilège Lumos.

#### O
Sortilège d'Oblitération
Il permet d'effacer des empreintes de pas.
Obscuro
Rend la personne ou l'objet visé noir ou l’empêche de voir. Hermione l'utilise dans le Harry Potter et les Reliques de la Mort sur le portrait de Phineas Nigellus Black pour l’empêcher de voir l'endroit et les personnes qui lui parlent.
Oppugno
Il ordonne à de petits oiseaux préalablement créés de foncer et d'attaquer une cible. Hermione l'utilise contre Ron dans Harry Potter et le Prince de sang-mêlé.
Orchideus
Il fait apparaître un bouquet de fleurs. Utilisé par Hermione dans Harry Potter et les Reliques de la Mort sur la tombe des Potter.
Il est aussi utilisé par Ollivander pour tester la baguette de Fleur Delacour, dans Harry Potter et la Coupe de feu.
Oscausi
Sortilège spécifique au film Les Animaux fantastiques : Les Crimes de Grindelwald.
Ce maléfice permet de faire disparaitre momentanément la bouche de quelqu'un. Leta Lestrange en a eu recours dans sa jeunesse sur une élève de Poudlard qui l'avait insulté.
Oubliettes
Sortilège d'amnésie, il efface ou modifie la mémoire d'une personne. La puissance du sortilège doit être savamment dosée car si le sortilège d'amnésie peut faire oublier un rendez-vous, il peut aussi, si le lanceur a la main lourde, faire oublier son prénom à la cible.
Gilderoy Lockhart s'est fait une spécialité du sortilège Oubliettes en le faisant subir aux nombreux sorciers dont il s'attribue les mérites. Il tente d'effacer les mémoires de Harry et de Ron dans la Chambre des Secrets mais, utilisant la baguette cassée de Ron, le sort se retourne violemment contre lui. Le trio le retrouvera trois ans plus tard à l'hôpital St-Mangouste, toujours incapable de se souvenir de son nom. Avant de partir à la chasse aux Horcruxes dans le dernier livre de la série, Hermione utilise le sortilège d'amnésie sur ses propres parents afin qu'ils oublient son existence et soient ainsi protégés de Voldemort. Le trio l'emploie également contre deux Mangemorts pour dissimuler un combat dans un café de Londres lors de leur fuite dans Harry Potter et les Reliques de la Mort.

#### P
Partis Temporus
Sortilège spécifique au film Harry Potter et le Prince de Sang-Mêlé.
Crée un passage temporaire au milieu d'une barrière ou d'une protection magique. Ce sort est utilisé par Albus Dumbledore dans la caverne pour s'échapper de l'anneau de feu qui les protège des Inferi et ainsi rejoindre la sortie.
Periculum
Sortilège spécifique au film Harry Potter et la Coupe de Feu.
Sortilège de détresse (danger en latin), projette en l'air des étincelles rouges qui restent suspendues pour signaler sa position lorsqu'on est en danger. Harry l'utilise notamment pour sauver Fleur Delacour dans la dernière épreuve du Tournoi des Trois Sorciers.
Petrificus Totalus – Maléfice du Saucisson
Il immobilise et raidit totalement la personne visée. La seule partie du corps que ce sortilège ne paralyse pas sont les yeux. La personne, bien que paralysée, est tout à fait consciente ce qui en fait un sortilège de choix pour la torture.
Ce sort est utilisé notamment par Hermione contre Neville dans le film Harry Potter à l'école des sorciers, par Drago Malefoy contre Harry dans le Poudlard Express et par Dumbledore sur Harry pour l'empêcher d'intervenir quand les Mangemorts viennent à sa rencontre dans Harry Potter et le Prince de sang-mêlé.
Piertotum Locomotor
Sortilège qui anime les statues et armures. Le professeur McGonagall l'utilise dans Harry Potter et les Reliques de la Mort pour protéger Poudlard.
Portus
Il transforme un objet en Portoloin. Ce sortilège est strictement interdit d'utilisation sans autorisation du ministère de la Magie. Utilisé à plusieurs reprises par Dumbledore dans Harry Potter et l'Ordre du Phénix (une bouilloire noircie et la tête en or de la statue du sorcier du Ministère). Il a aussi été utilisé sur le trophée des Trois Sorciers lors de la dernière étape du Tournoi du même nom, dans Harry Potter et la Coupe de feu.
Prior Incanto
Il révèle le ou les derniers sorts, sortilèges ou maléfices jetés par une baguette.
Priori Incantatum
Permet de connaitre les sorts lancés par une baguette magique : les sorts sont révélés dans l'ordre chronologique inverse de leur utilisation (du plus récent au plus ancien) : utilisé par exemple par Barthemius Croupton sur la baguette trouvée sur Winky dans la forêt après la coupe du monde de Quidditch dans Harry Potter et la Coupe de feu.
Peut se lancer automatiquement lorsque deux baguettes magiques possédant — ce qui est fort rare — le même élément constitutif interne sont forcées par leur propriétaire de s'opposer en duel. Les sortilèges lancés au même instant par les deux baguettes fusionnent alors, constituant à la place un unique filin doré qui « connecte » les deux baguettes et y rive la main de leur propriétaire. L'une des baguettes force alors l'autre à « régurgiter », sous forme d'échos de fumée, les derniers sorts jetés. C'est ce qui se produit dans Harry Potter et la Coupe de feu, lors du duel entre Voldemort et Harry dans le cimetière de Little Hangleton. Leurs baguettes magiques étant toutes les deux composées d'une plume du même phénix (Fumseck), elles se relient lorsque leurs propriétaires les forcent à s'opposer en se lançant l'un contre l'autre, au même moment, un sortilège. Les éclairs de leurs sorts fusionnent en un filin lumineux doré qui connecte les deux baguettes, de petites perles se déplaçant sur cet axe jusqu'à ce que la volonté d'un des duelistes les force à glisser jusqu'à toucher la baguette de son adversaire. Pour des raisons non-explicitées, c'est Harry qui parvient à cette fin, et la baguette de Vous-Savez-Qui se voit contrainte de « régurgiter » les derniers sorts qu'elle a jetés. En particulier, les dernières victimes de Voldemort réapparaissent sous forme d'échos de fumée, de « fantômes » : Cedric Diggory, le vieux moldu Franck Bryce, Bertha Jorkins, Lily et James Potter.
Protego
Charme du bouclier, il fait apparaître devant son auteur un bouclier magique qui renvoie à ses agresseurs les maléfices mineurs, ou les empêche d'entrer en contact physique avec lui (Harry l'utilise dans le dernier livre pour empêcher Hermione de frapper Ron, en établissant entre eux cette barrière magique). Le Charme du Bouclier peut atténuer les effets de maléfices ou sortilèges plus puissants, ou n'être d'aucun effet si le sort est trop fort. Le très puissant sortilège de la mort, par exemple, détruit le bouclier sans subir d'altération et frappe mortellement sa cible.
Protego Diabolica
Sortilège spécifique au film Les Animaux fantastiques : Les Crimes de Grindelwald.
C'est une version du charme du Bouclier. Ce sort fait apparaître un bouclier de flammes magiques qui ne laisse passer que les partisans de celui qui lance le sort. Utilisé par Gellert Grindelwald lors de la réunion dans l'amphithéâtre du mausolée des Lestrange, pour différencier ses partisans de ses ennemis.
Protego Totalum
Ce sortilège de protection vise à protéger quelque chose de grand, comme une tente, une maison.
Protego Horribilis
Ce sortilège de protection vise à protéger quelque chose de très grand comme un château ou un terrain.
Protego Maxima
Variante de Protego Horribilis.
Sortilège de Protéiforme
Ce sortilège, jeté sur des objets, permet de corréler leur forme : quand l'un des objets est modifié, les autres, qui lui sont reliés par le sort, subissent le même changement. Ce moyen est idéal pour communiquer des informations en secrets en faisant apparaître les mêmes inscriptions sur plusieurs objets possédés par différentes personnes. Hermione utilise ce procédé en 5e année à l'usage des membres de l'Armée de Dumbledore ; les objets utilisés sont des gallions, qui portent sur leur tranche des inscriptions mais paraîtraient à première vue anodins à qui les découvrirait sur un porteur.

#### Q
Enchantement des Quatre-Points
Pointe au [point cardinal souhaité], il sert de boussole.

#### R
Recurvite
Ce sort nettoie, comme son nom l'indique, avec rapidité.
Reducto
Sortilège de réduction, il réduit la taille, le volume d'un objet. Ginny Weasley maîtrise parfaitement ce sort, avec lequel elle a endommagé la salle des prophéties du ministère de la Magie.
Charme de Remplissage
Il remplit une bouteille vide. Si la bouteille contient déjà une substance, elle sera remplie de cette même substance (utilisation dans le sixième livre, Chap 22, sur les bouteilles de vin dans le cabane de Hagrid, à la suite de l'enterrement d'Aragog).
Reparo
Sortilège de réparation, il permet de réparer un objet. Il ne marche que si tous les composants de l'objet sont présents car le sortilège ne fait que réassembler les morceaux cassés. Utilisé par Hermione pour réparer les lunettes cassées de Harry (Oculus reparo) et par Norbert Dragonneau pour réparer une carte postale (Papyrus reparo). Il ne fonctionne pas pour réparer les baguettes cassées, excepté si le sort est lancé avec la baguette de sureau.
Repello Moldum
Sortilège de repousse-moldu, il permet d'éloigner les moldus d'une zone. Les moldus qui rentrent dans le champ d'action du sortilège se rappellent subitement qu'ils avaient quelque chose de très important à faire et rebroussent immédiatement chemin.
Repello Inimicium
Permet de repousser ou d'éliminer (selon la puissance du sortilège) les ennemis de l'auteur du sort pénétrant dans une zone définie par ce dernier.
Reverte
Sortilège spécifique au film Les Animaux fantastiques : Les Crimes de Grindelwald.
Ce sortilège permet de ramener ou rétablir un objet à sa position ou son état d'origine, ce qui peut entraîner le déplacement en sens inverse des objets ciblés. Après avoir fait pivoter la colonne d'archives grâce à l'incantation Circumrota, Leta Lestrange utilise ce sort pour faire pivoter une fois de plus la colonne, afin de lui permettre d'échapper aux matagots avec Norbert Dragonneau et Porpentina Goldstein.
Revigor
Il redonne un peu d'énergie à la cible faible, étourdie ou inconsciente.
Revelio
Sortilège spécifique au film Les Animaux fantastiques.
Il permet de révéler ce qui a été dissimulé par un sortilège. Utilisé par Norbert Dragonneau pour démasquer Gellert Grindelwald qui se faisait passer pour Percival Graves.
Rictusempra
Maléfice de chatouillis, il provoque chez la cible une envie de rire incontrôlable.
Dans les films, le sort a le même effet qu'Everte Statim et utilisé pour repousser quelqu'un. Utilisé par Harry Potter pour repousser Drago Malefoy lors de leur affrontement dans Harry Potter et la Chambre des Secrets.
Riddikulus
Ce sortilège est utile pour vaincre un épouvantard. Il faut penser à quelque chose de drôle en lançant ce sort. Grâce à ceci, l'épouvantard se transforme en ce que pense la personne jetant ce sort, ce qui est généralement drôle. L'épouvantard est au départ la chose que l'on redoute le plus, celle qu'on aime le moins, dont on a le plus peur.

#### S
Salveo Maleficia
C'est un sortilège de protection qui protège des maléfices, des surfaces et permet de rendre invisible sa position (Hermione s'en sert dans Harry Potter et les Reliques de la Mort). Il protège néanmoins des flammes.
Sectumsempra
Il crée de profondes entailles dans le corps de la personne visée, qui peut très rapidement se vider de son sang. Ce sort apparait dans le livre de potion appartenant au Prince de sang-mêlé. Harry Potter l'utilise contre Drago Malefoy dans Harry Potter et le Prince de sang-mêlé.
Sortilège du Serment Inviolable
Il permet de lier plusieurs personnes par un serment. Il faut également une personne pour enchaîner les personnes concernées par le Serment. Rompre ce serment entraîne alors la mort de celui ou celle qui ne l'a pas respecté. Il est utilisé par Bellatrix Lestrange dans Harry Potter et le Prince de Sang-mêlé pour obliger Severus Rogue à aider Drago Malefoy à accomplir ce que Voldemort lui a demandé (tuer Dumbledore).
Serpensortia
Il fait émerger un serpent au bout de la baguette.
Dans le film Harry Potter et la Chambre des Secrets, il est utilisé par Drago Malefoy dans le club de duel contre Harry.
Silencio – Sortilège de mutisme
Une personne touchée par ce sortilège devient incapable d'émettre le moindre son. Il est très utile si on veut éviter une attaque (ne sert cependant à rien si la cible maîtrise les sortilèges informulés).
Sonorus
Il augmente considérablement la puissance et la portée de la voix. Ce sortilège est utilisé par Dumbledore durant la seconde épreuve du Tournoi des Trois Sorciers dans Harry Potter et la Coupe de feu, ainsi que par Ludo Verpey pendant la coupe du monde de Quidditch.
Surdinam
Il permet d'annuler Sonorus.
Surgito
Sortilège spécifique au film Les Animaux fantastiques : Les Crimes de Grindelwald.
Il s'agit d'un contre-sort qui dissipe les effets d'un sortilège ou d'un enchantement, de la même manière que Finite. Norbert Dragonneau l'utilise sur Jacob Kowalski afin de le désenvoûter de l'emprise de Queenie.
Specialis Revelio (Révélasort de Scarpin)
Il permet de connaître les composants d'une potion.
Spero Patronum – sortilège du Patronus
Ce sortilège est spécifique à la version en français des romans et équivaut au sort Expecto Patronum (version originale et cinématographique).
Il fait apparaître un animal argenté appelé patronus (l'animal est généralement différent selon la personne qui lance le sortilège). Un patronus représente une énergie positive et est le seul rempart contre les Détraqueurs. Le professeur Lupin l'apprend à Harry dans le 3e livre. Harry l'utilise à maintes reprises, comme contre deux Détraqueurs l'ayant attaqué ainsi que son cousin Dudley dans le cinquième livre ou encore contre les Détraqueurs dans Harry Potter et les Reliques de la Mort qui ont été libérés par la fin du Patronus de Dolores Ombrage lors du procès.
Stupefix – Maléfice de Stupéfixion
La cible entre dans un état second très semblable à un coma. Plusieurs éclairs de Stupéfixion visant la même personne peuvent provoquer la mort de cette dernière, tout particulièrement si celle-ci est fragile. Contre-sort : Enervatum.

#### T
Tarentallegra
Les jambes de la personne visée se mettent à s'agiter de manière incontrôlable. Drago Malefoy utilise ce sort contre Harry dans le club de duel dans Harry Potter et la Chambre des secrets .
Tergeo
Il nettoie la cible visée (enlève notamment le sang séché). Contrairement à Recurvite, aucun savon n'est utilisé comme produit nettoyant.
Sortilège de Têtenbulle
Il enferme la tête de la personne visée dans une bulle d'air afin de pouvoir respirer sous l'eau. Cedric Diggory et Fleur Delacour utilisent ce sortilège pour respirer sous l'eau durant la seconde épreuve du Tournoi des Trois Sorciers dans Harry Potter et la Coupe de Feu.
Sortilège de Transfert
Le sortilège de Transfert permet de transplanter une partie d'un corps ou d'un objet sur un autre sujet. En cours de métamorphose, Neville Londubat transplante accidentellement ses oreilles sur un cactus.

#### V
Ventus
Sortilège spécifique au film Les Animaux fantastiques : Les Crimes de Grindelwald.
Il permet de créer une bourrasque de vent. Norbert Dragonneau l'utilise à Londres afin de repousser l'Auror qui le pistait.
Vera Verto
Sortilège spécifique au film Harry Potter et la Chambre des Secrets.
Permet de transformer un animal en verre à pied. Appris lors d'un cours du professeur Minerva Mcgonagall. Ron Weasley l'utilise sur son rat mais sans succès car sa baguette est cassée à la suite du crash de la voiture de son père sur le Saule Cogneur.
Vipera Evanesca
Sortilège spécifique au film Harry Potter et la Chambre des Secrets.
Brûle (ou détruit) un serpent en ne laissant aucune trace. Severus Rogue l'utilisa dans le club de duel pour faire disparaître le serpent que Drago Malefoy a fait apparaître grâce au sortilège Serpensortia contre Harry.
Volate Ascendere
Sortilège spécifique au film Harry Potter et la Chambre des Secrets.
Faible sort pour projeter dans les airs un objet ou animal. Sort utilisé par Gilderoy Lockhart contre le serpent conjuré par Drago Malefoy contre Harry durant le club de duel.
Vulnera Sanentur
Sortilège spécifique au film Harry Potter et le Prince de Sang-Mêlé.
Referme les plaies sanglantes et profondes,. Severus Rogue l'utilise sur Drago Malefoy après que Harry lui a lancé le Sectumsempra. Le sang qui se déverse revient alors dans le corps, et les plaies se referment.

#### W
Waddiwasi
Il permet de déplacer quelque chose à la vitesse d'une balle de fusil.
Wingardium leviosa – Sortilège de lévitation
Il permet de faire léviter des objets et de les déplacer à l'envie. Il est appris aux élèves de première année avec le professeur Flitwick. il est également utilisé par Ron sur le troll des montagnes qui a pénétré dans l'enceinte de Poudlard pour sauver Hermione et Harry.

### Sortilèges spécifiques aux jeux vidéo
Cette liste présente les sorts, sortilèges et incantations de la série de jeux vidéo. Notez que les incantations diffèrent selon les langues et que seules les traductions françaises apparaissent ici.
Aqua Eructo
Sortilège faisant jaillir un jet d'eau de l'extrémité de la baguette.
Avifors
Métamorphose une statue ou une créature en véritables oiseaux vivants.
Bullitor
Transforme une créature en un amas de bulles en présence d'eau.
Carpe Retractum
Crée un grand filet écarlate entre la baguette et l'objet ou la créature ciblé. Le filet élastique se rétracte vers la baguette ce qui fait attirer la cible vers le sorcier. Avec peu d'expérience dans la maitrise de ce sort, le sorcier et la cible peuvent être tous les deux attirés l'un vers l'autre. C'est une variante du sortilège d'attraction. Entre autres, il permet également de baisser des ponts-levis ou d'ouvrir des grilles rouillées, etc.
Confringo
Sort qui produit une explosion dans Harry Potter et les Reliques de la mort partie 1 et 2, il met du temps à se recharger.
Citrouillétafors
La créature ciblée voit sa tête se transformer en une citrouille évidée.
Draconifors
Permet de transformer un petit objet en dragon, révélant ainsi des passages secrets dans Harry Potter et le prisonnier d'Azkaban.
Ectoplasmus
Permet de nettoyer l'ectoplasme gluant que laissent les spectres dans le jeu vidéo Harry Potter et la Chambre des Secrets.
Elasticus
Crée une substance gélatineuse aux propriétés rebondissantes hors du commun.
Expelliarmus
Sort qui permet de briser le Protego de l'ennemi dans Harry Potter et les Reliques de la Mort partie 1 et 2.
Expulso
Sort qui mitraille dans Harry Potter et les Reliques de la Mort partie 1 et 2.
Flipendo – Maléfice de Repoussetout (Repulso à partir du 3e jeu vidéo)
Sortilège permettant de repousser un objet, une créature ou une personne, ou de les frapper à distance.
Glacius
Sortilège faisant jaillir un rayon d'air glacial de l'extrémité de la baguette.
Gonflus – Maléfice de Gonflage
Fait gonfler et voler comme un ballon un être vivant,.
Harry s'en sert contre sa tante Marge lorsque celle-ci insulte ses parents.
Herbivicus
Fait qu'une plante ou une fleur se développe et pousse et/ou grandit considérablement.
Informous
Sortilège qui permet d'obtenir des informations sur une créature via le Folio Bruti dans le jeu RPG de Harry Potter et la Chambre des Secrets sur Game Boy Color et Harry Potter et le Prisonnier d'Azkaban.
Impedimenta
Sortilège qui attaque plusieurs cibles en même temps dans Harry Potter et les Reliques de la Mort partie 2, elle tue en un coup, mais si l’ennemi utilise un Protego, le sort ne l'atteindra pas.
Kanarpalmus
Permet de métamorphoser un Scrout à Pétard en canard en caoutchouc en présence d'eau.
Levioso
Fait léviter un ennemi, un objet ou une créature. Sortilège utilisé dans Hogwarts Legacy : L'Héritage de Poudlard.
Lièvrétafors
Métamorphose une salamandre en lapin.
Magicus Extremos
Amplifie tous les sortilèges jetés.
Orbis
Fait disparaître une créature dans un petit maelström dans les airs.
Orchideus
Fait disparaître une créature en produisant une « explosion » de fleurs.
Petrificus Totalus
Sort très puissant qui tue en un coup dans Harry Potter et les Reliques de la Mort partie 1 et 2, il n'y a que les Mangemorts masqués qui meurent en deux coups, le sort met du temps pour se recharger.
Protego
Sortilège qui consiste à créer un bouclier pour se protéger des attaques des Mangemorts et des Rafleurs dans Harry Potter et les Reliques de la Mort partie 1 et 2, le bouclier peut se briser si plusieurs attaques l'atteignent.
Repulso
Repousse une créature ou un objet,.
Rongifors
Transforme les livres ensorcelés en souris. Le livre de ce sort se trouve chez Fred et George dans le Prisonnier d'Azkaban.
Stupefix
Stupefix est l'attaque de base dans Harry Potter et les Reliques de la Mort partie 1 et 2, il faut le lancer à plusieurs reprises pour stupefixer l'ennemi.
Ventus
Fait jaillir un tourbillon d'air à l'extrémité de la baguette.
Veracrassus
Transforme une créature en veracrasse.
Verdimillious
Révèle et matérialise des corps (plateformes surtout) magiquement cachés dans l'obscurité.
Vertemillious
Fait jaillir des étincelles vertes de l'extrémité de la baguette, formant une sorte de cage.
Volatilors
Sortilège qui transforme une créature en poulet.